# العلاقات الأرمينية السودانية
العلاقات الأرمينية السودانية هي العلاقات الثنائية التي تجمع بين أرمينيا والسودان.

## مقارنة بين البلدين
هذه مقارنة عامة ومرجعية للدولتين:
| وجه المقارنة                                              | أرمينيا                    | السودان                     |
| --------------------------------------------------------- | -------------------------- | --------------------------- |
| المساحة (كم2)                                             | 29.74 ألف                  | 1.89 مليون                  |
| عدد السكان (نسمة)                                         | 2.93 مليون                 | 40.53 مليون                 |
| الكثافة السكانية (ن./كم²)                                 | 98.52                      | 21.44                       |
| العاصمة                                                   | يريفان                     | الخرطوم                     |
| اللغة الرسمية                                             | لغة أرمنية                 | اللغة العربية، لغة إنجليزية |
| العملة                                                    | درام أرميني                | جنيه سوداني                 |
| الناتج المحلي الإجمالي (بليون دولار)                      | 11.54 مليار                | 117.49 مليار                |
| الناتج المحلي الإجمالي (تعادل القوة الشرائية) بليون دولار | 25.41 مليار                | 176.55 مليار                |
| الناتج المحلي الإجمالي الاسمي للفرد دولار أمريكي          | 3.49 ألف                   | 2.41 ألف                    |
| الناتج المحلي الإجمالي للفرد دولار أمريكي                 | 8.07 ألف                   | 4.07 ألف                    |
| مؤشر التنمية البشرية                                      | 0.743                      | 0.479                       |
| رمز المكالمات الدولي                                      | +374                       | +249                        |
| رمز الإنترنت                                              | .am، .հայ ‏                 | سودان                       |
| المنطقة الزمنية                                           | ت ع م+04:00، توقيت أرمينيا | ت ع م+03:00، ت ع م+02:00    |

## منظمات دولية مشتركة
يشترك البلدان في عضوية مجموعة من المنظمات الدولية، منها:
| علم المنظمة | اسم المنظمة                               | تاريخ انضمام أرمينيا | تاريخ انضمام السودان |
| ----------- | ----------------------------------------- | -------------------- | -------------------- |
|             | الاتحاد البريدي العالمي                   | ?                    | ?                    |
|             | يونسكو                                    | 9 يونيو 1992         | 26 نوفمبر 1956       |
|             | البنك الدولي للإنشاء والتعمير             | 16 سبتمبر 1992       | 5 سبتمبر 1957        |
|             | وكالة ضمان الاستثمار متعدد الأطراف        | 5 ديسمبر 1995        | 7 نوفمبر 1991        |
|             | الاتحاد الدولي للاتصالات                  | 30 يونيو 1992        | 23 أكتوبر 1957       |
|             | منظمة الشرطة الجنائية الدولية             | ?                    | ?                    |
|             | مؤسسة التمويل الدولية                     | 18 أبريل 1995        | 21 أكتوبر 1960       |
|             | الأمم المتحدة                             | 2 مارس 1992          | 12 نوفمبر 1956       |
|             | مؤسسة التنمية الدولية                     | 25 أغسطس 1993        | 24 سبتمبر 1960       |
|             | الفريق المعني برصد الأرض                  | ?                    | ?                    |
|             | منظمة حظر الأسلحة الكيميائية              | ?                    | ?                    |
|             | المركز الدولي لتسوية المنازعات الاستشارية | 16 أكتوبر 1992       | 9 مايو 1973          |

## وصلات خارجية
- موقع وزارة الخارجية الأرمينية
- موقع وزارة الخارجية السودانية